# Władza ludowa

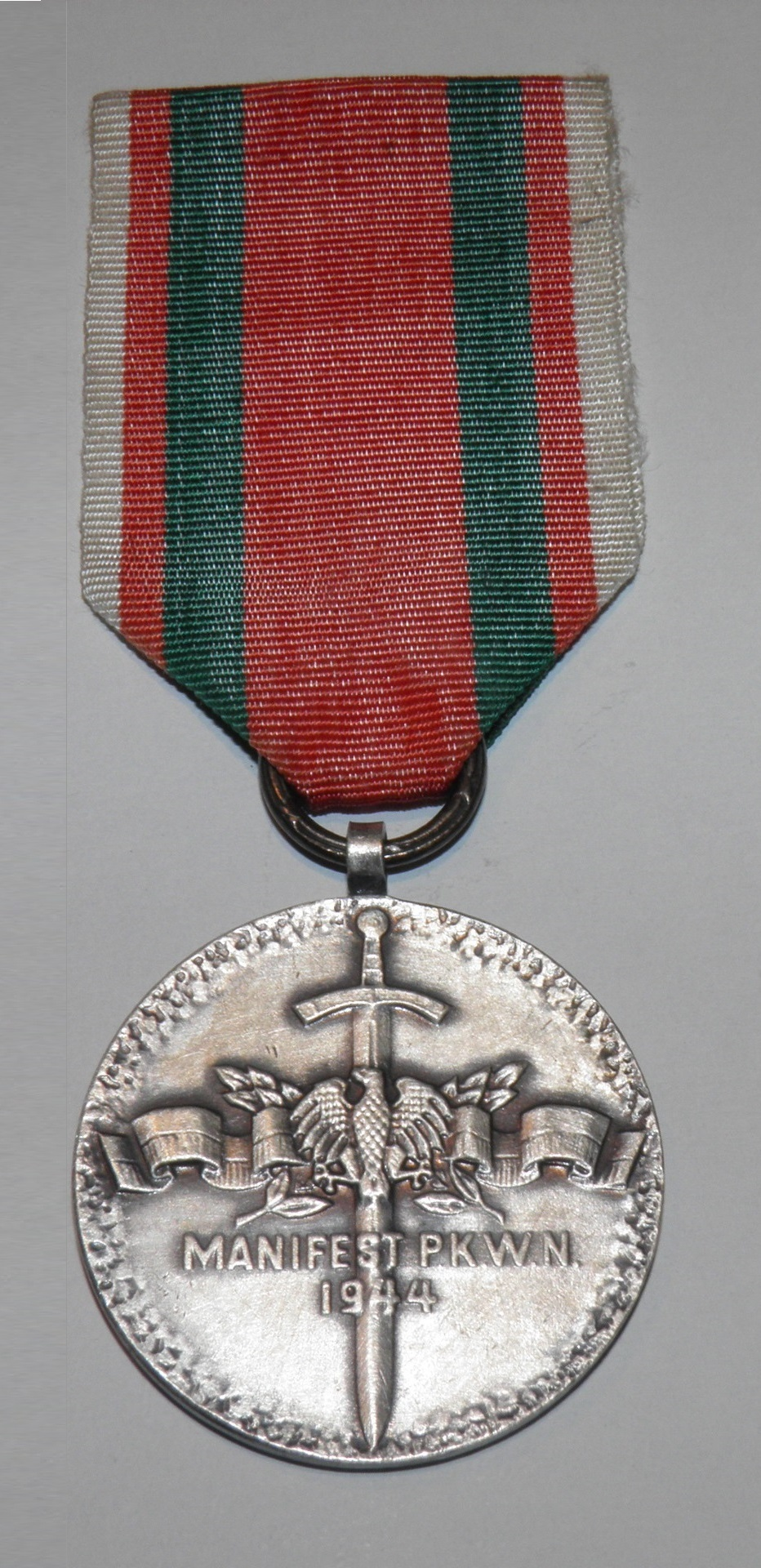
Medal za udział w walkach w obronie władzy ludowej nadawany uczestnikom walk z tzw. „podziemiem reakcyjnym”

Władza ludowa – propagandowe określenie używane w Polsce okresu 1944–1989  dotyczące rządów komunistycznych, mające rzekomo wskazywać, że w Polsce po 1944 „władza należy do ludu pracującego miast i wsi” (zob. np. „Polska Ludowa”, „Ludowe Wojsko Polskie” i inne).